# Šehzade Halil
Šehzade Halil (nejspíše žil v letech 1346–1362) byl osmanský princ. Jeho otcem byl sultán Orhan I. a jeho matkou byla Theodora Hatun, dcera byzantského císaře Jan VI. Kantakuzena. Jeho únos byl velmi důležitou událostí v osmansko-byzantských vztazích ve 14. století.

## Únos
V polovině 14. století bylo pirátství v Egejském moři a na pobřeží Marmarského moře velmi rozšířeno. Piráti tak běžně unášeli lidi a chtěli za ně výkupné. V roce 1357 unesli právě prince Halila nedaleko İzmitu na pobřeží Marmarského moře. Není známo, jestli znali identitu své kořisti, ale poté, co se to dozvěděli, utekli do Fókaia k pobřeží Egejského moře. Fókaia patřila do Byzantské říše od dob, kdy ji Leo Kalothetos dobyl od Janovské republiky. Jeho otec Orhan prosil byzantského císaře Andronika IV. Palailoga, aby jeho syna zachránil. Nabídl mu odpuštění dluhů a slíbil mu, že nebude podporovat rodinu Kantakuzenů, aby získali byzantský trůn. Andronikos souhlasil a snažil se Halila zachránit, ale Leo byl neochotný a v roce 1358 musel Andronikos obléhat Fókaiu s malou flotilou (vojáky mu platil Orhan). Také zavolal Ilyase Beye, vládce Saruhanu (malý turkický beylik v západní Anatolii, který vznikl po rozpadu Rúmského sultanátu), aby mu v této situaci pomohl. Ilyas však hrál na obě strany a naplánoval únos Andronika během lovecké slavnosti. Tomu ale Andronikos zvládl předejít a Ilyase zatkl. I bez pomoci Saruhanů se pustil do boje. Po neúspěchu v roce 1358 se vydal sultán Orhan do Scutari (dnešní Üsküdar) na asijské pobřeží Bosporu a nakonec souhlasil s výkupným 30 tisíc dukátů. V roce 1359 byl princ Halil ze zajetí vysvobozen.

## Následující události
Jako součást dohody byl Halil zasnouben se svou sestřenicí, Irene Palaiologinou, desetiletou dcerou Jana V. Palaiologose. Osmanský princ a byzantská princezna se později vzali a měli spolu dva syny. Poté, co Halilův starší bratr Šehzade Sulejman zemřel, rodina Palaiologů doufala, že na osmanském trůnu uvidí svého zetě. Po smrti sultána Orhana I. však na trůn nastoupil Murad I. a byl korunován novým beyem a sultánem. Zatímco se Halil také snažil o trůn, byl v roce 1362 svým bratrem Muradem popraven.

## Potomstvo
Spolu se svou manželkou Irene Palaiologinou měl 2 syny:
- Gündüz Bey (narozen v roce 1361)
- Ömer Bey (narozen v roce 1362)